# Харрисон (тауншип, Миннесота)
Харрисон (англ. Harrison) — тауншип в округе Кандийохай, Миннесота, США. На 2000 год его население составило 665 человек.

## География
По данным Бюро переписи населения США площадь тауншипа составляет 91,3 км², из которых 82,2 км² занимает суша, а 9,1 км² — вода (10,01 %).

## Демография
По данным переписи населения 2000 года здесь находились 665 человек, 259 домохозяйств и 198 семей.  Плотность населения —  8,1 чел./км².  На территории тауншипа расположено 479 построек со средней плотностью 5,8 построек на один квадратный километр. Расовый состав населения: 99,25 % белых, 0,15 % коренных американцев и 0,60 % приходится на две или более других рас. Испанцы или латиноамериканцы любой расы составляли 0,90 % от популяции тауншипа.
Из 259 домохозяйств в 33,2 % воспитывались дети до 18 лет, в 71,4 % проживали супружеские пары, в 3,5 % проживали незамужние женщины и в 23,2 % домохозяйств проживали несемейные люди. 19,3 % домохозяйств состояли из одного человека, при том 8,9 % из — одиноких пожилых людей старше 65 лет. Средний размер домохозяйства — 2,57, а семьи — 2,97 человека.
25,0 % населения — младше 18 лет, 5,3 % — в возрасте от 18 до 24 лет, 27,7 % — от 25 до 44, 27,2 % — от 45 до 64, и 14,9 % — старше 65 лет. Средний возраст — 42 года. На каждые 100 женщин приходилось 107,8 мужчин.  На каждые 100 женщин старше 18 приходилось 101,2 мужчин.
Средний годовой доход домохозяйства составлял 41 429 долларов, а средний годовой доход семьи —  48 854 доллара. Средний доход мужчин —  33 214  долларов, в то время как у женщин — 25 833. Доход на душу населения составил 18 166 долларов. За чертой бедности находились 3,5 % семей и 5,0 % всего населения тауншипа, из которых 4,5 % младше 18 и 5,9 % старше 65 лет.